# For Goodness Sakes, Look at Those Cakes
"For Goodness Sakes, Look at Those Cakes" é uma canção escrita e gravada por James Brown. Lançada como single de duas partes em 1978, alcançou o número 52 da parada R&B em 1979. Uma versão sem edições aparece no álbum Take a Look at Those Cakes. Robert Christgau descreve a canção como "um grande desperdício--uma ruminação de 11 minutos sobre olhar bundas, incluindo sugestões genuinamente insípidas de que Ray Charles e Stevie Wonder se juntam à diversão."